# 林永錫
林永錫（1979年—），中華民國體操選手，毕业于台湾师大体育研究所。

## 生平
2001年，他在大阪東亞運動會的跳馬比赛获得銀牌。
2002年亞運，林永錫以27.725分在個人全能決賽排名第21名，跳馬以9.262分獲得第4名。
2003年，林永錫在世界體操錦標賽個人全能獲得52.912分，排名第58名。
2005年11月2日，林永錫和中國呂博在澳門于第四届东亚运动会上的吊环比赛获得了金牌，分数为9.7分。他本人表示，虽然赛前受伤，但感觉状态很好，他想感谢很多帮助过他的人，尤其是教练俞智赢。
林永錫也是1993年張峰治於第一屆東亞運動會贏得跳馬金牌後，首位在體操獲得金牌的選手
。